# 諾斯韋村 (阿拉斯加州)
諾斯韋村（英語：Northway Village）是位於美國阿拉斯加州東南費爾班克斯人口普查區的一個非建制地區和人口普查指定地區。根據2010年美國人口普查，該地共人口98人，而該地的面積約為7.10平方千米。

## 地理
諾斯韋村的座標為62°58′47″N 141°57′04″W / 62.97972°N 141.95111°W，而該地的平均海拔高度為523米（即1716英尺）。